# Selección de fútbol sub-23 del Japón
La Selección de fútbol sub-23 del Japón, conocida también como la Selección Olímpica de fútbol del Japón, es el equipo que representa al país en Fútbol en los Juegos Olímpicos, los Juegos de Asia y en el Campeonato Sub-23 de la AFC; y es controlada por la Asociación Japonesa de Fútbol.

## Palmarés
- Juegos de Asia
  - : 1

2010
- - : 1

2002

## Estadísticas

### Juegos Olímpicos
| Año         | Ronda                 | Posición              | PJ                    | PG                    | PE                    | PP                    | GF                    | GC                    | DG                    |
| ----------- | --------------------- | --------------------- | --------------------- | --------------------- | --------------------- | --------------------- | --------------------- | --------------------- | --------------------- |
| 1896 a 1988 | véase Selección Mayor | véase Selección Mayor | véase Selección Mayor | véase Selección Mayor | véase Selección Mayor | véase Selección Mayor | véase Selección Mayor | véase Selección Mayor | véase Selección Mayor |
| 1992        | No clasificó          | No clasificó          | No clasificó          | No clasificó          | No clasificó          | No clasificó          | No clasificó          | No clasificó          | No clasificó          |
| 1996        | Fase de grupos        | 9.º                   | 3                     | 2                     | 0                     | 1                     | 4                     | 4                     | 0                     |
| 2000        | Cuartos de final      | 5.º                   | 4                     | 2                     | 1                     | 1                     | 6                     | 5                     | +1                    |
| 2004        | Fase de grupos        | 13.º                  | 3                     | 1                     | 0                     | 2                     | 6                     | 7                     | -1                    |
| 2008        | Fase de grupos        | 15.º                  | 3                     | 0                     | 0                     | 3                     | 1                     | 4                     | -3                    |
| 2012        | Cuarto Lugar          | 4.º                   | 6                     | 3                     | 1                     | 2                     | 6                     | 5                     | +1                    |
| 2016        | Fase de grupos        | 10.º                  | 3                     | 1                     | 1                     | 1                     | 7                     | 7                     | 0                     |
| 2021        | Cuarto Lugar          | 4.º                   | 6                     | 3                     | 1                     | 2                     | 8                     | 5                     | +3                    |
| 2024        | Cuartos de final      | 5.º                   | 4                     | 3                     | 0                     | 1                     | 7                     | 3                     | +4                    |
| Total       | 8/9                   | 24.º                  | 32                    | 15                    | 4                     | 13                    | 45                    | 40                    | +5                    |

### Juegos de Asia
| Año   | Ronda            | Posición  | PJ        | PG        | PE        | PP        | GF        | GC        | DG        |
| ----- | ---------------- | --------- | --------- | --------- | --------- | --------- | --------- | --------- | --------- |
| 2002  | Medalla de plata | 2.º       | 6         | 5         | 0         | 1         | 13        | 4         | +11       |
| 2006  | Fase de grupos   | 11.º      | 3         | 2         | 0         | 1         | 5         | 4         | +1        |
| 2010  | Medalla de oro   | 1.º       | 7         | 7         | 0         | 0         | 17        | 0         | +17       |
| 2014  | Cuartos de final | 6.º       | 5         | 3         | 0         | 2         | 10        | 5         | +5        |
| 2018  | Medalla de plata | 2.º       | 7         | 5         | 0         | 2         | 10        | 4         | +16       |
| 2023  | Medalla de plata | 2.º       | 6         | 5         | 0         | 1         | 18        | 4         | +14       |
| 2026  | Anfitrión        | Anfitrión | Anfitrión | Anfitrión | Anfitrión | Anfitrión | Anfitrión | Anfitrión | Anfitrión |
| Total | 7/7              | 2.º       | 28        | 22        | 0         | 6         | 73        | 21        | +52       |

### Copa Asiática Sub-23
| Año   | Ronda            | Posición | PJ | PG | PE | PP | GF | GC | DG  |
| ----- | ---------------- | -------- | -- | -- | -- | -- | -- | -- | --- |
| 2013  | Cuartos de final | 7.º      | 4  | 1  | 2  | 1  | 8  | 5  | +3  |
| 2016  | Campeón          | 1.º      | 6  | 6  | 0  | 0  | 15 | 4  | +11 |
| 2018  | Cuartos de final | 5.º      | 4  | 3  | 0  | 1  | 5  | 5  | 0   |
| 2020  | Fase de grupos   | 15.º     | 3  | 0  | 1  | 2  | 3  | 5  | -2  |
| 2022  | Tercer lugar     | 3.º      | 6  | 4  | 1  | 1  | 11 | 3  | +8  |
| 2024  | Campeón          | 1.º      | 6  | 5  | 0  | 1  | 10 | 3  | +7  |
| Total | 6/6              | 2.º      | 29 | 19 | 4  | 6  | 52 | 25 | +27 |

## Últimos partidos y próximos encuentros
Actualizado al último partido jugado el 2 de agosto de 2024.
| Fecha      | Ciudad      | Local          | Resultado | Visitante       | Competición                  |
| ---------- | ----------- | -------------- | --------- | --------------- | ---------------------------- |
| 25-03-2024 | Kitakyushu  | Japón          | 2:0       | Ucrania         | Partido amistoso             |
| 11-04-2024 | Doha        | Japón          | 1:0       | Irak            | Partido amistoso             |
| 16-04-2024 | Doha        | Japón          | 1:0       | China           | Copa Asiática Sub-23 de 2024 |
| 19-04-2024 | Rayán       | Japón          | 2:0       | Emiratos Árabes | Copa Asiática Sub-23 de 2024 |
| 22-04-2024 | Doha        | Japón          | 0:1       | Corea del Sur   | Copa Asiática Sub-23 de 2024 |
| 25-04-2024 | Doha        | Catar          | 2:4       | Japón           | Copa Asiática Sub-23 de 2024 |
| 29-04-2024 | Duhail      | Japón          | 2:0       | Irak            | Copa Asiática Sub-23 de 2024 |
| 03-05-2024 | Doha        | Japón          | 1:0       | Uzbekistán      | Copa Asiática Sub-23 de 2024 |
| 04-06-2024 | Vitrolles   | Italia         | 4:3       | Japón           | Partido amistoso             |
| 11-06-2024 | Kansas City | Estados Unidos | 0:2       | Japón           | Partido amistoso             |
| 17-07-2024 | Toulon      | Francia        | 1:1       | Japón           | Partido amistoso             |
| 24-07-2024 | Burdeos     | Japón          | 5:0       | Paraguay        | Juegos Olímpicos 2024        |
| 27-07-2024 | Burdeos     | Malí           | 0:1       | Japón           | Juegos Olímpicos 2024        |
| 30-07-2024 | Nantes      | Israel         | 0:1       | Japón           | Juegos Olímpicos 2024        |
| 02-08-2024 | Lyon        | España         | 3:0       | Japón           | Juegos Olímpicos 2024        |

## Entrenadores
| Nombre              | País    | Periodo   |
| ------------------- | ------- | --------- |
| Yoshitada Yamaguchi | Japón   | 1990-1992 |
| Akira Nishino       | Japón   | 1993-1996 |
| Philippe Troussier  | Francia | 1998-2000 |
| Masakuni Yamamoto   | Japón   | 2002-2004 |
| Yasuharu Sorimachi  | Japón   | 2006-2008 |
| Takashi Sekizuka    | Japón   | 2010-2012 |
| Makoto Teguramori   | Japón   | 2014-2016 |
| Hajime Moriyasu     | Japón   | 2017-2020 |
| Akinobu Yokouchi    | Japón   | 2020      |
| Hajime Moriyasu     | Japón   | 2020-2021 |
| Koichi Togashi      | Japón   | 2021      |
| Go Oiwa             | Japón   | 2021-     |